# برئینا
برئینا یکی از شهرهای استان مرکزی، واقع در کشور پاپوآ گینه نو است.